# Центральный (Топкинский район)
Центра́льный — посёлок в Топкинском районе Кемеровской области. Входит в состав Лукошкинского сельского поселения.

## География
Центральная часть населённого пункта расположена на высоте 274 м над уровнем моря.

## История
В 1962 году указом Президиума Верховного Совета РСФСР посёлок фермы № 1 совхоза «Топкинский» переименован в Центральный.

## Население
| 2010 |
| ---- |
| 707  |